# إرينا براء
إرينا براء (بالرومانية: Irina Bara)‏ هي لاعب كرة مضرب رومانية، ولدت في 18 مارس 1995 في ترانسيلفانيا في رومانيا.

## وصلات خارجية
- إرينا براء على موقع رابطة محترفات التنس (الإنجليزية)
- إرينا براء على موقع الاتحاد الدولي لكرة المضرب (الإنجليزية)
- إرينا براء على موقع كأس بيلي جين كينغ (الإنجليزية)
- إرينا براء على موقع بطولة ويمبلدون (الإنجليزية)
- إرينا براء على موقع خلاصة التنس.كوم (الإنجليزية)